# Umberto Bosco
Umberto Bosco (Catanzaro, 2 octobre 1900 – Rome, 24 mars 1987) est un historien et homme de lettres italien.
Il est parmi les plus grands critiques et historiens de la littérature italienne du XXe siècle et rédacteur en chef de l'encyclopédie Treccani.

## Biographie
Umberto Bosco est diplômé de lettres de l'Université de Rome « La Sapienza » en 1923, où il eut pour maîtres Vittorio Rossi et Cesare de Lollis. Après avoir enseigné dans les écoles secondaires dès 1925, il est professeur de littérature italienne à l'Université de Milan à partir de 1942, puis à Rome en 1946. Il fut l'un des disciple de Pippo De Nobili.
Outre une remarquable série de publications consacrées principalement à Francesco Petrarca, Dante Alighieri, Giacomo Leopardi, de la Renaissance et du romantisme italien, il fut le directeur de l'Enciclopedia Italiana, du Dizionario Enciclopedico Italiano, du Lessico Universale Italiano, du Repertorio Bibliografico della Letteratura Italiana.
Il a également été le fondateur et directeur de l'Enciclopedia Dantesca, œuvre monumentale dédiée au grand poète.
Parmi les nombreux autres postes qu'il a occupés, il fut sociétaire national de l'Accademia della Crusca, membre de l'Accademia dei Lincei, et président honoraire de l'Association internationale pour l'étude de la langue et de littérature italienne.

## Crédit d'auteurs
- (it) Cet article est partiellement ou en totalité issu de l’article de Wikipédia en italien intitulé « Umberto Bosco » (voir la liste des auteurs).